# Halszkaraptor escuilliei
Halszkaraptor escuilliei es la única especie conocida del género extinto Halszkaraptor (en latín, "ladrón de Halszka") de dinosaurio terópodo dromeosáurido, que vivió a finales del período Cretácico, hace aproximadamente entre 75 a 71 millones de años, durante el Campaniense en lo que es hoy Asia.
Los científicos usaron un escáner de sincotrón con el fósil y hallaron que los huesos mostraban indicios de un estilo de vida semiacuático, tras comparar los huesos con los de aves y reptiles acuáticos. El análisis filogenético halló que pertenece a una rama basal de dromeosáuridos junto con Mahakala y Hulsanpes, constituyendo la subfamilia Halszkaraptorinae.

## Descripción

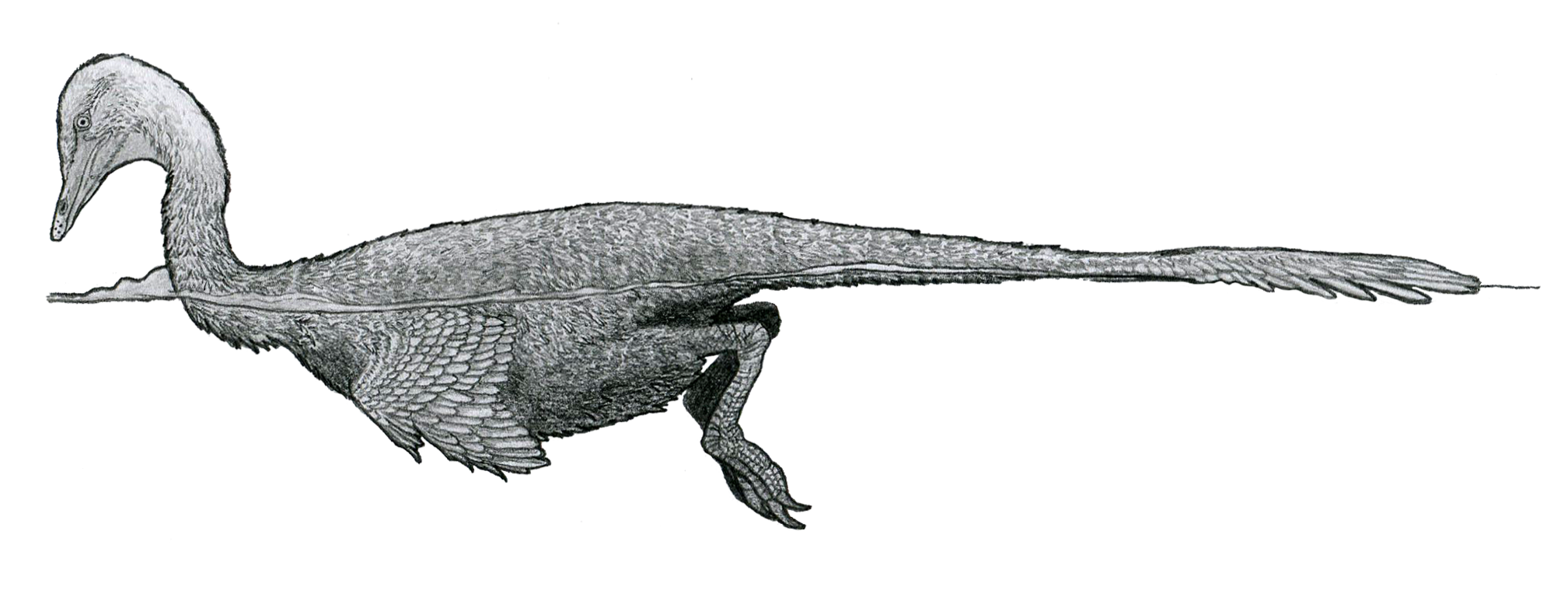
Reconstrucción de Halszkaraptor escuilliei, con plumaje y una pose de nado basados en aves acuáticas que nadan propulsadas por sus alas.

### Tamaño y rasgos distintivos
Halszkaraptor tenía un tamaño cercano al de un ánade real, alrededor de 60 centímetros de largo y tenía características que le permitían pasar su tiempo tanto en tierra como en el agua, incluyendo fuertes extremidades posteriores para correr y brazos relativamente cortos en forma de aleta para nadar. Su cabeza medía cerca de siete centímetros de largo; el cuello, veinte centímetros; el dorso, trece centímetros; y el sacro, cinco centímetros.

Comparación del tamaño de H. escuilliei.

Los autores de la descripción indicaron algunos rasgos distintivos. Algunos de estos son autapomorfias, o características únicas derivadas. El premaxilar, el hueso del frente del hocico, tiene una apariencia aplanada, y ocupa el 32% de la longitud del hocico. El hueso yugal tiene forma de varilla y su ramo ascendente ocupa apenas una décima parte de la barra situada tras la órbita ocular, sin alcanzar la propia órbita. Las postzigapófisis, los procesos posteriores articulares de las vértebras del cuello no tienen epipófisis, los procesos adicionales en su borde superior. Las vértebras del cuello tienen apófisis neurales sumamente reducidas: de la segunda a la quinta vértebra estas son solo crestas bajas y las vértebras cervicales posteriores carecen de ellas por completo. De la segunda a a la quinta vértebra cervical, las postzigapófisis que normalmente irían en pares se han fusionado en un único proceso en forma de lóbulo. Las espinas o apófisis neurales de las vértebras de la cola son muy acortadas: en las tres primeras vértebras se forman como protuberancias bajas y en las vértebras posteriores están ausentes. Los cheurones de la base de la cola son grandes con un perfil pentagonal. La primera falange del tercer dedo de la mano tiene el 47% de la longitud del tercer metacarpiano.
Adicionalmente, posee una combinación única de rasgos que por sí mismos no son únicos: las narinas externas se sitúan detrás del cuerpo principal del premaxilar, en el punto donde se conecta con el ramo frontal del maxilar. El ramo descendente del hueso postorbital tiene forma de varilla. El número de vértebras del cuello y el dorso llegan a un total de veintidós. De las vértebras del cuello solo la séptima, octava y novena tienen pleurocelos, depresiones llenas de aire en sus costados. La transición de la base de la cola a la mitad de la misma se sitúa entre la séptima a la octava vértebra. El tercer dedo es más largo que el segundo.

### Esqueleto
El hocico, aunque alargado, se halla expandido transversalmente en el frente, creando un perfil en forma de cuchara al ser visto desde arriba. Además es aplanado, con una anchura que corresponde al 180% de su altura. El perfil superior en vista lateral está hueco. El área expandida consiste de un premaxilar relativamente largo. Este hueso se halla perforado internamente por un sistema de cámaras aéreas. A partir de una cámara grande en la parte posterior, se extienden canales neurovasculares que permean todo el hueso, no solo a sus lados como ocurre en Neovenator, además de la zona superior. Estos canales probablemente alojaron órganos electrosensoriales. Cada premaxilar tiene once dientes, lo cual es el máximo número registrado en ese hueso entre todos los dinosaurios. Los terópodos normalmente tenían cuatro dientes premaxilares y el récord anterior era de siete, en los espinosáuridos. Estos dientes se agrupan muy cercanamente, tocándose entre sí, y son muy alargados, curvándose gradualmente hacia atrás. Los dientes del maxilar, cuyo número se estima entre veinte a veinticinco, son más robustos, curvándose solo en sus puntas y se encuentran mucho más distanciados entre sí. Son más aplanados en el lado a lado, con una sección transversal de forma oval.
La columna vertebral de Halszkaraptor contiene diez vértebras del cuello, doce vértebras en la espalda y seis en el sacro. Las vértebras preservadas de la cola incluyen las primeras veinte caudales y una serie de seis de la zona media de la cola.
El cuello es sumamente alargado. Equivale al 290% de la longitud del cráneo y al 150% de la longitud del dorso. Esto implica que representa la mitad de la longitud que va del hocico al sacro, un valor que es el mayor entre todos los miembros de Paraves conocidos de la era Mesozoica. Dentro de los Paraves, solo algunas aves más recientes tendrían un cuello proporcionalmente más largo. Entre los demás terópodos solo algunos miembros de Oviraptorosauria se aproximan a este valor; incluso dentro de Ornithomimosauria nunca sobrepasa el 40%. Esta longitud no es generada por un gran número de vértebras, como ocurre en Oviraptorosauria, sino por el alargamiento de las vértebras individuales. La sexta vértebra cervical es la más larga, siendo cuatro veces más larga que alta. Estas vértebras del cuello tienen generalmente una estructura simplificada, como se observa en la carencia de epipófisis posteriores. Muchas carecen de espacios con aire de los pleurocelos, depresiones en los cuales los divertículos de los sacos aéreos penetran las paredes óseas. El la zona frontal del cuello, las espinas neurales, que normalmente son placas rectangulares, se han reducido a una cresta baja; y después de eso simplemente desaparecen. En las cinco primeras vértebras cervicales, las postzigapófisis no tienen espacios separados entre ellas sino que se fusionan en un lóbulo único. En otros maniraptoriformes basales estos procesos articulares posteriores a veces se conectan con una placa y en este caso la lámina ósea está marcada por una fosa postespinal que causa un perfil cóncavo al ser visto desde arriba; en Halszkaraptor este surco está ausente y el perfil es convexo. Las costillas cervicales son cortas, no más largas que los cuerpos de las vértebras.
A diferencia de lo que se observa en los Eudromaeosauria más derivados, la cola no se mantenía rígida por la presencia de zigapófisis o cheurones alargados. La base de la cola es relativamente corta en lo que sería el punto de transición hacia la mitad de la cola, en donde los procesos transversos ya dejan de aparecer, situándose en la octava vértebra. La transición es además muy gradual en su morfología. Las apófisis o espinas neurales de la parte frontal de la cola estaban bastante reducidas: solo las primeras tres las poseían y estas tenían forma de protuberancias bajas.

## Descubrimiento e investigación

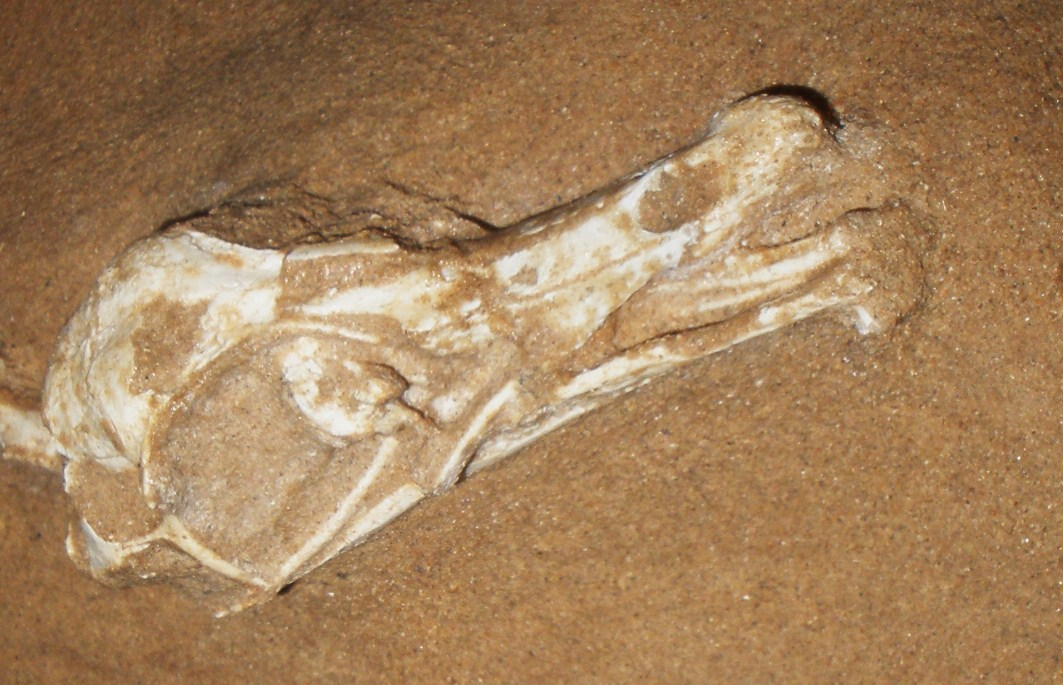
Cráneo del holotipo.

El holotipo de Halszkaraptor probablemente es originario de la Formación Djadochta en Ukha Tolgod, en el sur de Mongolia, y fue retirado ilegalmente por traficantes de fósiles. De allí pasó a Japón y luego a Gran Bretaña, siendo propiedad de varios coleccionistas de fósiles por algunos años hasta que la compañía Eldonia del vendedor de fósiles François Escuillié lo obtuvo. Él lo identificó como una nueva especie, y en 2015 lo llevó a Bruselas para mostrarlo a los paleontólogos Pascal Godefroit y Andrea Cau para realizar una verificación adicional. Tras verificar su autenticidad, usando entre otros métodos un sincrotrón del Laboratorio Europeo de Radiación Sincrotrón, Cau y otros prominentes paleontólogos describieron el género en un detallado artículo publicado en la revista Nature. Tras algunas negociaciones, Escuillié estuvo de acuerdo en que el fósil fuera regresado a las autoridades de Mongolia.
La especie tipo Halszkaraptor escuilliei fue nombrada y descrita en 2017 por Andrea Cau, Vincent Beyrand, Dennis F. A. E. Voeten, Vincent Fernandez, Paul Tafforeau, Koen Stein, Rinchen Barsbold, Khishigjav Tsogtbaatar, Philip John Currie y Pascal Godefroit. El nombre del género es una referencia en honor a la difunta paleontóloga polaca Halszka Osmólska, por sus grandes contribuciones a la paleontología de los terópodos, en particular los de Mongolia como Hulsanpes, y el término en latín raptor, "ladrón". El nombre de la especie honra a Escuillié, por haber hecho posible que el espécimen estuviera disponible para la ciencia.
El holotipo, MPC D-102/109, fue hallado en una capa de arenisca naranja del Miembro Bayn Dzak Member de la Formación Djadochta, que data de finales de la época del Campaniense. Consiste de un esqueleto relativamente completo con cráneo. En 2017, el fósil no había recibido preparación adicional. El trabajo hecho por los traficantes de fósiles solo había llegado al punto de exponer el lado izquierdo del esqueleto. El sincrotrón reveló que los huesos continuaban en la matriz rocosa y que la pieza no sería una quimera, es decir una asociación artificial de hueso de diferentes especies, aunque la parte superior del hocico había sido restaurada con yeso y algunos elementos habían quedado adheridos de nuevo a la roca con pegamento. El esqueleto está articulado en su mayor parte y no está comprimido. Este corresponde a un individuo semiadulto, de cerca de un año de edad.

## Clasificación
Halszkaraptor se incluyó en Dromaeosauridae, en su descripción de 2017, debido a sus características únicas, se acuñó una nueva subfamilia a la que llamaron Halszkaraptorinae , que contiene además de Halszkaraptor a sus parientes cercanos Hulsanpes y Mahakala. El trabajo mostró que Halszkaraptorinae era el grupo más basal conocido de Dromaeosauridae. Halszkaraptor ocupa una posición básica dentro de la subfamilia, como una especie hermana de un clado formado por Hulsanpes y Mahakala.

### Filogenia
El cladograma presentado a continuación se basa en el análisis filogenético publicado en 2017 por Cau et al., usando datos actualizados del Theropod Working Group.

|  | Halszkaraptor                                          |
|  |                                                        |
|  | \| \| Mahakala \| \| \| \| \| \| Hulsanpes \| \| \| \| |
|  |                                                        |
|  | Mahakala                                               |
|  |                                                        |
|  | Hulsanpes                                              |
|  |                                                        |

|  | Mahakala  |
|  |           |
|  | Hulsanpes |
|  |           |

|  | Tianyuraptor                                                         |
|  |                                                                      |
|  | \| \| Dromaeosaurinae \| \| \| \| \| \| Velociraptorinae \| \| \| \| |
|  |                                                                      |
|  | Dromaeosaurinae                                                      |
|  |                                                                      |
|  | Velociraptorinae                                                     |
|  |                                                                      |

|  | Dromaeosaurinae  |
|  |                  |
|  | Velociraptorinae |
|  |                  |

|  | Tianyuraptor                                                         |
|  |                                                                      |
|  | \| \| Dromaeosaurinae \| \| \| \| \| \| Velociraptorinae \| \| \| \| |
|  |                                                                      |
|  | Dromaeosaurinae                                                      |
|  |                                                                      |
|  | Velociraptorinae                                                     |
|  |                                                                      |

|  | Dromaeosaurinae  |
|  |                  |
|  | Velociraptorinae |
|  |                  |

|  | Tianyuraptor                                                         |
|  |                                                                      |
|  | \| \| Dromaeosaurinae \| \| \| \| \| \| Velociraptorinae \| \| \| \| |
|  |                                                                      |
|  | Dromaeosaurinae                                                      |
|  |                                                                      |
|  | Velociraptorinae                                                     |
|  |                                                                      |

|  | Dromaeosaurinae  |
|  |                  |
|  | Velociraptorinae |
|  |                  |

|  | Tianyuraptor                                                         |
|  |                                                                      |
|  | \| \| Dromaeosaurinae \| \| \| \| \| \| Velociraptorinae \| \| \| \| |
|  |                                                                      |
|  | Dromaeosaurinae                                                      |
|  |                                                                      |
|  | Velociraptorinae                                                     |
|  |                                                                      |

|  | Dromaeosaurinae  |
|  |                  |
|  | Velociraptorinae |
|  |                  |

|  | Tianyuraptor                                                         |
|  |                                                                      |
|  | \| \| Dromaeosaurinae \| \| \| \| \| \| Velociraptorinae \| \| \| \| |
|  |                                                                      |
|  | Dromaeosaurinae                                                      |
|  |                                                                      |
|  | Velociraptorinae                                                     |
|  |                                                                      |

|  | Dromaeosaurinae  |
|  |                  |
|  | Velociraptorinae |
|  |                  |

|  | Tianyuraptor                                                         |
|  |                                                                      |
|  | \| \| Dromaeosaurinae \| \| \| \| \| \| Velociraptorinae \| \| \| \| |
|  |                                                                      |
|  | Dromaeosaurinae                                                      |
|  |                                                                      |
|  | Velociraptorinae                                                     |
|  |                                                                      |

|  | Dromaeosaurinae  |
|  |                  |
|  | Velociraptorinae |
|  |                  |

|  | Tianyuraptor                                                         |
|  |                                                                      |
|  | \| \| Dromaeosaurinae \| \| \| \| \| \| Velociraptorinae \| \| \| \| |
|  |                                                                      |
|  | Dromaeosaurinae                                                      |
|  |                                                                      |
|  | Velociraptorinae                                                     |
|  |                                                                      |

|  | Dromaeosaurinae  |
|  |                  |
|  | Velociraptorinae |
|  |                  |

|  | Tianyuraptor                                                         |
|  |                                                                      |
|  | \| \| Dromaeosaurinae \| \| \| \| \| \| Velociraptorinae \| \| \| \| |
|  |                                                                      |
|  | Dromaeosaurinae                                                      |
|  |                                                                      |
|  | Velociraptorinae                                                     |
|  |                                                                      |

|  | Dromaeosaurinae  |
|  |                  |
|  | Velociraptorinae |
|  |                  |

|  | Tianyuraptor                                                         |
|  |                                                                      |
|  | \| \| Dromaeosaurinae \| \| \| \| \| \| Velociraptorinae \| \| \| \| |
|  |                                                                      |
|  | Dromaeosaurinae                                                      |
|  |                                                                      |
|  | Velociraptorinae                                                     |
|  |                                                                      |

|  | Dromaeosaurinae  |
|  |                  |
|  | Velociraptorinae |
|  |                  |

|  | Tianyuraptor                                                         |
|  |                                                                      |
|  | \| \| Dromaeosaurinae \| \| \| \| \| \| Velociraptorinae \| \| \| \| |
|  |                                                                      |
|  | Dromaeosaurinae                                                      |
|  |                                                                      |
|  | Velociraptorinae                                                     |
|  |                                                                      |

|  | Dromaeosaurinae  |
|  |                  |
|  | Velociraptorinae |
|  |                  |

|  | Tianyuraptor                                                         |
|  |                                                                      |
|  | \| \| Dromaeosaurinae \| \| \| \| \| \| Velociraptorinae \| \| \| \| |
|  |                                                                      |
|  | Dromaeosaurinae                                                      |
|  |                                                                      |
|  | Velociraptorinae                                                     |
|  |                                                                      |

|  | Dromaeosaurinae  |
|  |                  |
|  | Velociraptorinae |
|  |                  |

|  | Tianyuraptor                                                         |
|  |                                                                      |
|  | \| \| Dromaeosaurinae \| \| \| \| \| \| Velociraptorinae \| \| \| \| |
|  |                                                                      |
|  | Dromaeosaurinae                                                      |
|  |                                                                      |
|  | Velociraptorinae                                                     |
|  |                                                                      |

|  | Dromaeosaurinae  |
|  |                  |
|  | Velociraptorinae |
|  |                  |

|  | Tianyuraptor                                                         |
|  |                                                                      |
|  | \| \| Dromaeosaurinae \| \| \| \| \| \| Velociraptorinae \| \| \| \| |
|  |                                                                      |
|  | Dromaeosaurinae                                                      |
|  |                                                                      |
|  | Velociraptorinae                                                     |
|  |                                                                      |

|  | Dromaeosaurinae  |
|  |                  |
|  | Velociraptorinae |
|  |                  |

|  | Tianyuraptor                                                         |
|  |                                                                      |
|  | \| \| Dromaeosaurinae \| \| \| \| \| \| Velociraptorinae \| \| \| \| |
|  |                                                                      |
|  | Dromaeosaurinae                                                      |
|  |                                                                      |
|  | Velociraptorinae                                                     |
|  |                                                                      |

|  | Dromaeosaurinae  |
|  |                  |
|  | Velociraptorinae |
|  |                  |

|  | Tianyuraptor                                                         |
|  |                                                                      |
|  | \| \| Dromaeosaurinae \| \| \| \| \| \| Velociraptorinae \| \| \| \| |
|  |                                                                      |
|  | Dromaeosaurinae                                                      |
|  |                                                                      |
|  | Velociraptorinae                                                     |
|  |                                                                      |

|  | Dromaeosaurinae  |
|  |                  |
|  | Velociraptorinae |
|  |                  |

|  | Tianyuraptor                                                         |
|  |                                                                      |
|  | \| \| Dromaeosaurinae \| \| \| \| \| \| Velociraptorinae \| \| \| \| |
|  |                                                                      |
|  | Dromaeosaurinae                                                      |
|  |                                                                      |
|  | Velociraptorinae                                                     |
|  |                                                                      |

|  | Dromaeosaurinae  |
|  |                  |
|  | Velociraptorinae |
|  |                  |

|  | Tianyuraptor                                                         |
|  |                                                                      |
|  | \| \| Dromaeosaurinae \| \| \| \| \| \| Velociraptorinae \| \| \| \| |
|  |                                                                      |
|  | Dromaeosaurinae                                                      |
|  |                                                                      |
|  | Velociraptorinae                                                     |
|  |                                                                      |

|  | Dromaeosaurinae  |
|  |                  |
|  | Velociraptorinae |
|  |                  |

|  | Tianyuraptor                                                         |
|  |                                                                      |
|  | \| \| Dromaeosaurinae \| \| \| \| \| \| Velociraptorinae \| \| \| \| |
|  |                                                                      |
|  | Dromaeosaurinae                                                      |
|  |                                                                      |
|  | Velociraptorinae                                                     |
|  |                                                                      |

|  | Dromaeosaurinae  |
|  |                  |
|  | Velociraptorinae |
|  |                  |

|  | Tianyuraptor                                                         |
|  |                                                                      |
|  | \| \| Dromaeosaurinae \| \| \| \| \| \| Velociraptorinae \| \| \| \| |
|  |                                                                      |
|  | Dromaeosaurinae                                                      |
|  |                                                                      |
|  | Velociraptorinae                                                     |
|  |                                                                      |

|  | Dromaeosaurinae  |
|  |                  |
|  | Velociraptorinae |
|  |                  |

|  | Tianyuraptor                                                         |
|  |                                                                      |
|  | \| \| Dromaeosaurinae \| \| \| \| \| \| Velociraptorinae \| \| \| \| |
|  |                                                                      |
|  | Dromaeosaurinae                                                      |
|  |                                                                      |
|  | Velociraptorinae                                                     |
|  |                                                                      |

|  | Dromaeosaurinae  |
|  |                  |
|  | Velociraptorinae |
|  |                  |

|  | Tianyuraptor                                                         |
|  |                                                                      |
|  | \| \| Dromaeosaurinae \| \| \| \| \| \| Velociraptorinae \| \| \| \| |
|  |                                                                      |
|  | Dromaeosaurinae                                                      |
|  |                                                                      |
|  | Velociraptorinae                                                     |
|  |                                                                      |

|  | Dromaeosaurinae  |
|  |                  |
|  | Velociraptorinae |
|  |                  |

|  | Tianyuraptor                                                         |
|  |                                                                      |
|  | \| \| Dromaeosaurinae \| \| \| \| \| \| Velociraptorinae \| \| \| \| |
|  |                                                                      |
|  | Dromaeosaurinae                                                      |
|  |                                                                      |
|  | Velociraptorinae                                                     |
|  |                                                                      |

|  | Dromaeosaurinae  |
|  |                  |
|  | Velociraptorinae |
|  |                  |

|  | Tianyuraptor                                                         |
|  |                                                                      |
|  | \| \| Dromaeosaurinae \| \| \| \| \| \| Velociraptorinae \| \| \| \| |
|  |                                                                      |
|  | Dromaeosaurinae                                                      |
|  |                                                                      |
|  | Velociraptorinae                                                     |
|  |                                                                      |

|  | Dromaeosaurinae  |
|  |                  |
|  | Velociraptorinae |
|  |                  |

|  | Tianyuraptor                                                         |
|  |                                                                      |
|  | \| \| Dromaeosaurinae \| \| \| \| \| \| Velociraptorinae \| \| \| \| |
|  |                                                                      |
|  | Dromaeosaurinae                                                      |
|  |                                                                      |
|  | Velociraptorinae                                                     |
|  |                                                                      |

|  | Dromaeosaurinae  |
|  |                  |
|  | Velociraptorinae |
|  |                  |

|  | Tianyuraptor                                                         |
|  |                                                                      |
|  | \| \| Dromaeosaurinae \| \| \| \| \| \| Velociraptorinae \| \| \| \| |
|  |                                                                      |
|  | Dromaeosaurinae                                                      |
|  |                                                                      |
|  | Velociraptorinae                                                     |
|  |                                                                      |

|  | Dromaeosaurinae  |
|  |                  |
|  | Velociraptorinae |
|  |                  |

|  | Tianyuraptor                                                         |
|  |                                                                      |
|  | \| \| Dromaeosaurinae \| \| \| \| \| \| Velociraptorinae \| \| \| \| |
|  |                                                                      |
|  | Dromaeosaurinae                                                      |
|  |                                                                      |
|  | Velociraptorinae                                                     |
|  |                                                                      |

|  | Dromaeosaurinae  |
|  |                  |
|  | Velociraptorinae |
|  |                  |

|  | Tianyuraptor                                                         |
|  |                                                                      |
|  | \| \| Dromaeosaurinae \| \| \| \| \| \| Velociraptorinae \| \| \| \| |
|  |                                                                      |
|  | Dromaeosaurinae                                                      |
|  |                                                                      |
|  | Velociraptorinae                                                     |
|  |                                                                      |

|  | Dromaeosaurinae  |
|  |                  |
|  | Velociraptorinae |
|  |                  |

|  | Tianyuraptor                                                         |
|  |                                                                      |
|  | \| \| Dromaeosaurinae \| \| \| \| \| \| Velociraptorinae \| \| \| \| |
|  |                                                                      |
|  | Dromaeosaurinae                                                      |
|  |                                                                      |
|  | Velociraptorinae                                                     |
|  |                                                                      |

|  | Dromaeosaurinae  |
|  |                  |
|  | Velociraptorinae |
|  |                  |

|  | Tianyuraptor                                                         |
|  |                                                                      |
|  | \| \| Dromaeosaurinae \| \| \| \| \| \| Velociraptorinae \| \| \| \| |
|  |                                                                      |
|  | Dromaeosaurinae                                                      |
|  |                                                                      |
|  | Velociraptorinae                                                     |
|  |                                                                      |

|  | Dromaeosaurinae  |
|  |                  |
|  | Velociraptorinae |
|  |                  |

|  | Tianyuraptor                                                         |
|  |                                                                      |
|  | \| \| Dromaeosaurinae \| \| \| \| \| \| Velociraptorinae \| \| \| \| |
|  |                                                                      |
|  | Dromaeosaurinae                                                      |
|  |                                                                      |
|  | Velociraptorinae                                                     |
|  |                                                                      |

|  | Dromaeosaurinae  |
|  |                  |
|  | Velociraptorinae |
|  |                  |

|  | Tianyuraptor                                                         |
|  |                                                                      |
|  | \| \| Dromaeosaurinae \| \| \| \| \| \| Velociraptorinae \| \| \| \| |
|  |                                                                      |
|  | Dromaeosaurinae                                                      |
|  |                                                                      |
|  | Velociraptorinae                                                     |
|  |                                                                      |

|  | Dromaeosaurinae  |
|  |                  |
|  | Velociraptorinae |
|  |                  |

|  | Tianyuraptor                                                         |
|  |                                                                      |
|  | \| \| Dromaeosaurinae \| \| \| \| \| \| Velociraptorinae \| \| \| \| |
|  |                                                                      |
|  | Dromaeosaurinae                                                      |
|  |                                                                      |
|  | Velociraptorinae                                                     |
|  |                                                                      |

|  | Dromaeosaurinae  |
|  |                  |
|  | Velociraptorinae |
|  |                  |

|  | Halszkaraptor                                          |
|  |                                                        |
|  | \| \| Mahakala \| \| \| \| \| \| Hulsanpes \| \| \| \| |
|  |                                                        |
|  | Mahakala                                               |
|  |                                                        |
|  | Hulsanpes                                              |
|  |                                                        |

|  | Mahakala  |
|  |           |
|  | Hulsanpes |
|  |           |

|  | Tianyuraptor                                                         |
|  |                                                                      |
|  | \| \| Dromaeosaurinae \| \| \| \| \| \| Velociraptorinae \| \| \| \| |
|  |                                                                      |
|  | Dromaeosaurinae                                                      |
|  |                                                                      |
|  | Velociraptorinae                                                     |
|  |                                                                      |

|  | Dromaeosaurinae  |
|  |                  |
|  | Velociraptorinae |
|  |                  |

|  | Tianyuraptor                                                         |
|  |                                                                      |
|  | \| \| Dromaeosaurinae \| \| \| \| \| \| Velociraptorinae \| \| \| \| |
|  |                                                                      |
|  | Dromaeosaurinae                                                      |
|  |                                                                      |
|  | Velociraptorinae                                                     |
|  |                                                                      |

|  | Dromaeosaurinae  |
|  |                  |
|  | Velociraptorinae |
|  |                  |

|  | Tianyuraptor                                                         |
|  |                                                                      |
|  | \| \| Dromaeosaurinae \| \| \| \| \| \| Velociraptorinae \| \| \| \| |
|  |                                                                      |
|  | Dromaeosaurinae                                                      |
|  |                                                                      |
|  | Velociraptorinae                                                     |
|  |                                                                      |

|  | Dromaeosaurinae  |
|  |                  |
|  | Velociraptorinae |
|  |                  |

|  | Tianyuraptor                                                         |
|  |                                                                      |
|  | \| \| Dromaeosaurinae \| \| \| \| \| \| Velociraptorinae \| \| \| \| |
|  |                                                                      |
|  | Dromaeosaurinae                                                      |
|  |                                                                      |
|  | Velociraptorinae                                                     |
|  |                                                                      |

|  | Dromaeosaurinae  |
|  |                  |
|  | Velociraptorinae |
|  |                  |

|  | Tianyuraptor                                                         |
|  |                                                                      |
|  | \| \| Dromaeosaurinae \| \| \| \| \| \| Velociraptorinae \| \| \| \| |
|  |                                                                      |
|  | Dromaeosaurinae                                                      |
|  |                                                                      |
|  | Velociraptorinae                                                     |
|  |                                                                      |

|  | Dromaeosaurinae  |
|  |                  |
|  | Velociraptorinae |
|  |                  |

|  | Tianyuraptor                                                         |
|  |                                                                      |
|  | \| \| Dromaeosaurinae \| \| \| \| \| \| Velociraptorinae \| \| \| \| |
|  |                                                                      |
|  | Dromaeosaurinae                                                      |
|  |                                                                      |
|  | Velociraptorinae                                                     |
|  |                                                                      |

|  | Dromaeosaurinae  |
|  |                  |
|  | Velociraptorinae |
|  |                  |

|  | Tianyuraptor                                                         |
|  |                                                                      |
|  | \| \| Dromaeosaurinae \| \| \| \| \| \| Velociraptorinae \| \| \| \| |
|  |                                                                      |
|  | Dromaeosaurinae                                                      |
|  |                                                                      |
|  | Velociraptorinae                                                     |
|  |                                                                      |

|  | Dromaeosaurinae  |
|  |                  |
|  | Velociraptorinae |
|  |                  |

|  | Tianyuraptor                                                         |
|  |                                                                      |
|  | \| \| Dromaeosaurinae \| \| \| \| \| \| Velociraptorinae \| \| \| \| |
|  |                                                                      |
|  | Dromaeosaurinae                                                      |
|  |                                                                      |
|  | Velociraptorinae                                                     |
|  |                                                                      |

|  | Dromaeosaurinae  |
|  |                  |
|  | Velociraptorinae |
|  |                  |

|  | Tianyuraptor                                                         |
|  |                                                                      |
|  | \| \| Dromaeosaurinae \| \| \| \| \| \| Velociraptorinae \| \| \| \| |
|  |                                                                      |
|  | Dromaeosaurinae                                                      |
|  |                                                                      |
|  | Velociraptorinae                                                     |
|  |                                                                      |

|  | Dromaeosaurinae  |
|  |                  |
|  | Velociraptorinae |
|  |                  |

|  | Tianyuraptor                                                         |
|  |                                                                      |
|  | \| \| Dromaeosaurinae \| \| \| \| \| \| Velociraptorinae \| \| \| \| |
|  |                                                                      |
|  | Dromaeosaurinae                                                      |
|  |                                                                      |
|  | Velociraptorinae                                                     |
|  |                                                                      |

|  | Dromaeosaurinae  |
|  |                  |
|  | Velociraptorinae |
|  |                  |

|  | Tianyuraptor                                                         |
|  |                                                                      |
|  | \| \| Dromaeosaurinae \| \| \| \| \| \| Velociraptorinae \| \| \| \| |
|  |                                                                      |
|  | Dromaeosaurinae                                                      |
|  |                                                                      |
|  | Velociraptorinae                                                     |
|  |                                                                      |

|  | Dromaeosaurinae  |
|  |                  |
|  | Velociraptorinae |
|  |                  |

|  | Tianyuraptor                                                         |
|  |                                                                      |
|  | \| \| Dromaeosaurinae \| \| \| \| \| \| Velociraptorinae \| \| \| \| |
|  |                                                                      |
|  | Dromaeosaurinae                                                      |
|  |                                                                      |
|  | Velociraptorinae                                                     |
|  |                                                                      |

|  | Dromaeosaurinae  |
|  |                  |
|  | Velociraptorinae |
|  |                  |

|  | Tianyuraptor                                                         |
|  |                                                                      |
|  | \| \| Dromaeosaurinae \| \| \| \| \| \| Velociraptorinae \| \| \| \| |
|  |                                                                      |
|  | Dromaeosaurinae                                                      |
|  |                                                                      |
|  | Velociraptorinae                                                     |
|  |                                                                      |

|  | Dromaeosaurinae  |
|  |                  |
|  | Velociraptorinae |
|  |                  |

|  | Tianyuraptor                                                         |
|  |                                                                      |
|  | \| \| Dromaeosaurinae \| \| \| \| \| \| Velociraptorinae \| \| \| \| |
|  |                                                                      |
|  | Dromaeosaurinae                                                      |
|  |                                                                      |
|  | Velociraptorinae                                                     |
|  |                                                                      |

|  | Dromaeosaurinae  |
|  |                  |
|  | Velociraptorinae |
|  |                  |

|  | Tianyuraptor                                                         |
|  |                                                                      |
|  | \| \| Dromaeosaurinae \| \| \| \| \| \| Velociraptorinae \| \| \| \| |
|  |                                                                      |
|  | Dromaeosaurinae                                                      |
|  |                                                                      |
|  | Velociraptorinae                                                     |
|  |                                                                      |

|  | Dromaeosaurinae  |
|  |                  |
|  | Velociraptorinae |
|  |                  |

|  | Tianyuraptor                                                         |
|  |                                                                      |
|  | \| \| Dromaeosaurinae \| \| \| \| \| \| Velociraptorinae \| \| \| \| |
|  |                                                                      |
|  | Dromaeosaurinae                                                      |
|  |                                                                      |
|  | Velociraptorinae                                                     |
|  |                                                                      |

|  | Dromaeosaurinae  |
|  |                  |
|  | Velociraptorinae |
|  |                  |

|  | Tianyuraptor                                                         |
|  |                                                                      |
|  | \| \| Dromaeosaurinae \| \| \| \| \| \| Velociraptorinae \| \| \| \| |
|  |                                                                      |
|  | Dromaeosaurinae                                                      |
|  |                                                                      |
|  | Velociraptorinae                                                     |
|  |                                                                      |

|  | Dromaeosaurinae  |
|  |                  |
|  | Velociraptorinae |
|  |                  |

|  | Tianyuraptor                                                         |
|  |                                                                      |
|  | \| \| Dromaeosaurinae \| \| \| \| \| \| Velociraptorinae \| \| \| \| |
|  |                                                                      |
|  | Dromaeosaurinae                                                      |
|  |                                                                      |
|  | Velociraptorinae                                                     |
|  |                                                                      |

|  | Dromaeosaurinae  |
|  |                  |
|  | Velociraptorinae |
|  |                  |

|  | Tianyuraptor                                                         |
|  |                                                                      |
|  | \| \| Dromaeosaurinae \| \| \| \| \| \| Velociraptorinae \| \| \| \| |
|  |                                                                      |
|  | Dromaeosaurinae                                                      |
|  |                                                                      |
|  | Velociraptorinae                                                     |
|  |                                                                      |

|  | Dromaeosaurinae  |
|  |                  |
|  | Velociraptorinae |
|  |                  |

|  | Tianyuraptor                                                         |
|  |                                                                      |
|  | \| \| Dromaeosaurinae \| \| \| \| \| \| Velociraptorinae \| \| \| \| |
|  |                                                                      |
|  | Dromaeosaurinae                                                      |
|  |                                                                      |
|  | Velociraptorinae                                                     |
|  |                                                                      |

|  | Dromaeosaurinae  |
|  |                  |
|  | Velociraptorinae |
|  |                  |

|  | Tianyuraptor                                                         |
|  |                                                                      |
|  | \| \| Dromaeosaurinae \| \| \| \| \| \| Velociraptorinae \| \| \| \| |
|  |                                                                      |
|  | Dromaeosaurinae                                                      |
|  |                                                                      |
|  | Velociraptorinae                                                     |
|  |                                                                      |

|  | Dromaeosaurinae  |
|  |                  |
|  | Velociraptorinae |
|  |                  |

|  | Tianyuraptor                                                         |
|  |                                                                      |
|  | \| \| Dromaeosaurinae \| \| \| \| \| \| Velociraptorinae \| \| \| \| |
|  |                                                                      |
|  | Dromaeosaurinae                                                      |
|  |                                                                      |
|  | Velociraptorinae                                                     |
|  |                                                                      |

|  | Dromaeosaurinae  |
|  |                  |
|  | Velociraptorinae |
|  |                  |

|  | Tianyuraptor                                                         |
|  |                                                                      |
|  | \| \| Dromaeosaurinae \| \| \| \| \| \| Velociraptorinae \| \| \| \| |
|  |                                                                      |
|  | Dromaeosaurinae                                                      |
|  |                                                                      |
|  | Velociraptorinae                                                     |
|  |                                                                      |

|  | Dromaeosaurinae  |
|  |                  |
|  | Velociraptorinae |
|  |                  |

|  | Tianyuraptor                                                         |
|  |                                                                      |
|  | \| \| Dromaeosaurinae \| \| \| \| \| \| Velociraptorinae \| \| \| \| |
|  |                                                                      |
|  | Dromaeosaurinae                                                      |
|  |                                                                      |
|  | Velociraptorinae                                                     |
|  |                                                                      |

|  | Dromaeosaurinae  |
|  |                  |
|  | Velociraptorinae |
|  |                  |

|  | Tianyuraptor                                                         |
|  |                                                                      |
|  | \| \| Dromaeosaurinae \| \| \| \| \| \| Velociraptorinae \| \| \| \| |
|  |                                                                      |
|  | Dromaeosaurinae                                                      |
|  |                                                                      |
|  | Velociraptorinae                                                     |
|  |                                                                      |

|  | Dromaeosaurinae  |
|  |                  |
|  | Velociraptorinae |
|  |                  |

|  | Tianyuraptor                                                         |
|  |                                                                      |
|  | \| \| Dromaeosaurinae \| \| \| \| \| \| Velociraptorinae \| \| \| \| |
|  |                                                                      |
|  | Dromaeosaurinae                                                      |
|  |                                                                      |
|  | Velociraptorinae                                                     |
|  |                                                                      |

|  | Dromaeosaurinae  |
|  |                  |
|  | Velociraptorinae |
|  |                  |

|  | Tianyuraptor                                                         |
|  |                                                                      |
|  | \| \| Dromaeosaurinae \| \| \| \| \| \| Velociraptorinae \| \| \| \| |
|  |                                                                      |
|  | Dromaeosaurinae                                                      |
|  |                                                                      |
|  | Velociraptorinae                                                     |
|  |                                                                      |

|  | Dromaeosaurinae  |
|  |                  |
|  | Velociraptorinae |
|  |                  |

|  | Tianyuraptor                                                         |
|  |                                                                      |
|  | \| \| Dromaeosaurinae \| \| \| \| \| \| Velociraptorinae \| \| \| \| |
|  |                                                                      |
|  | Dromaeosaurinae                                                      |
|  |                                                                      |
|  | Velociraptorinae                                                     |
|  |                                                                      |

|  | Dromaeosaurinae  |
|  |                  |
|  | Velociraptorinae |
|  |                  |

|  | Tianyuraptor                                                         |
|  |                                                                      |
|  | \| \| Dromaeosaurinae \| \| \| \| \| \| Velociraptorinae \| \| \| \| |
|  |                                                                      |
|  | Dromaeosaurinae                                                      |
|  |                                                                      |
|  | Velociraptorinae                                                     |
|  |                                                                      |

|  | Dromaeosaurinae  |
|  |                  |
|  | Velociraptorinae |
|  |                  |

|  | Tianyuraptor                                                         |
|  |                                                                      |
|  | \| \| Dromaeosaurinae \| \| \| \| \| \| Velociraptorinae \| \| \| \| |
|  |                                                                      |
|  | Dromaeosaurinae                                                      |
|  |                                                                      |
|  | Velociraptorinae                                                     |
|  |                                                                      |

|  | Dromaeosaurinae  |
|  |                  |
|  | Velociraptorinae |
|  |                  |

|  | Tianyuraptor                                                         |
|  |                                                                      |
|  | \| \| Dromaeosaurinae \| \| \| \| \| \| Velociraptorinae \| \| \| \| |
|  |                                                                      |
|  | Dromaeosaurinae                                                      |
|  |                                                                      |
|  | Velociraptorinae                                                     |
|  |                                                                      |

|  | Dromaeosaurinae  |
|  |                  |
|  | Velociraptorinae |
|  |                  |

|  | Tianyuraptor                                                         |
|  |                                                                      |
|  | \| \| Dromaeosaurinae \| \| \| \| \| \| Velociraptorinae \| \| \| \| |
|  |                                                                      |
|  | Dromaeosaurinae                                                      |
|  |                                                                      |
|  | Velociraptorinae                                                     |
|  |                                                                      |

|  | Dromaeosaurinae  |
|  |                  |
|  | Velociraptorinae |
|  |                  |

## Paleobiología
Halszkaraptor tenía características que le permitían pasar tiempo tanto en tierra como en el agua, incluyendo sus fuertes extremidades posteriores para correr y extremidades delanteras relativamente cortas y en forma de remo para nadar. La corta cola habría llevado el centro de gravedad más hacia el frente, lo cual es más útil para nadar que para caminar. El torso se puede haber sostenido en una postura más vertical de la que suele ser normal en los terópodos. En este punto, se hallan adaptaciones para una extensión mejorada de la extremidad posterior, en el acetábulo y el fémur. Tenía muchos dientes afilados y curvados hacia atrás en su boca, un cuello largo y evidencia de tener sensores neuronales a lo largo del hocico que le pudieron haber permitido detectar vibraciones en el agua, llevando a  pensar a los científicos que cazaba presas acuáticas. Tendría que regresar a tierra para reproducirse, y como todos los dinosaurios, depositaría sus huevos en tierra.
Los únicos otros dinosaurios no avianos que se sabe estaban adaptados a un modo de vida semiacuático son los espinosáuridos, y los Natovenator.